# Cadiz (Indiana)
Cadiz è un comune degli Stati Uniti d'America, situato nello Stato dell'Indiana, nella contea di Henry.